# Paradise Papers

Países con políticos, funcionarios públicos o asociados cercanos implicados en la filtración del 5 de noviembre de 2017.

Los Paradise Papers (en español: papeles del Paraíso) son un conjunto de 13,4 millones de documentos relativos a inversiones en paraísos fiscales, filtrados al público el 5 de noviembre de 2017. Los documentos contienen los nombres de más de 120 000 personas y empresas  y en ellos se mencionan los asuntos financieros de personas como la reina Isabel II, y el secretario de Comercio de Estados Unidos Wilbur Ross.
Una periodista turca fue multada y condenada a más de un año de cárcel por publicar que el antiguo primer ministro y sus hijos tenían sociedades fuera del país.
Paradise Papers es el nombre de una investigación periodística que trata de un complejo mecanismo que buscaba ocultar patrimonio, así como esconder dinero de personas físicas y empresas multinacionales usando servicios corporativos en fondos de inversión «Trust» –fideicomisos– (administración de bienes o activos de varios contribuyentes), evitando así que las Administraciones Tributarias de los distintos países puedan gravar los respectivos impuestos.
Estas prácticas van en contra de las acciones BEPS (del inglés «Base Erosion and Profit Shifting», en español «Erosión de la base imponible y traslado de beneficios»), promovidas por la OCDE (Organización para la Cooperación y el Desarrollo Económico) que pretende evitar mecanismos no deseados entre los distintos sistemas impositivos nacionales de los que pueden servirse las empresas multinacionales (EMN), con el fin de hacer «desaparecer» beneficios para efectos fiscales.

## Contexto
Los documentos fueron obtenidos por el periódico alemán Süddeutsche Zeitung, que también fue el periódico que obtuvo con anterioridad los papeles de Panamá en 2016. El Süddeutsche Zeitung contactó al Consorcio Internacional de Periodistas de Investigación (ICIJ), que ha estado investigando los documentos, junto con cien socios de los medios.
Los documentos incluyen registros filtrados del bufete de abogados Appleby, aunque la compañía ha publicado un comunicado declarando que no ha habido «ninguna evidencia de irregularidades».

## Empresas mencionadas
Facebook, Apple, Disney, Microsoft, EBay, Glencore, Uber y Nike están también entre las empresas propietarias de otras empresas filiales que operan en paraísos fiscales o empresas offshore según los documentos. Según The Express Tribune, «Apple, Nike, y Facebook han evitado pagar miles de millones de dólares en impuestos utilizando las empresas offshore».

## Personas mencionadas

### Europa

#### España
- Santiago Alarcó,[11] excuñado de Rodrigo Rato, involucrado en el caso Bankia.
- Fernando Alonso,[12] piloto de Fórmula 1, y su mánager, Luis García Abad.[12]
- Manuel Benítez «El Cordobés»,[13] torero.
- Francisco Correa,[14][15] empresario, implicado en la trama Gürtel.
- Pablo Crespo,[14][15] empresario y expolítico del Partido Popular, implicado en la trama Gürtel.
- José Frade,[16] productor de cine.
- Juan Bautista Granell Campedrá,[17] empresario y candidato a la secretaría de Podemos en su asamblea fundacional.
- Julio Iglesias,[18] cantante, y su exmánager, Alfredo Fraile Lameyer.[18]
- Daniel Maté,[19] multimillonario y empresario.
- Guillermo Ortega Alonso,[14][15] exalcalde de Majadahonda (Partido Popular), imputado por su participación en la trama Gürtel.
- Francisco Ortiz Von Bismarck,[20] empresario y economista.
- Xavier Trias,[21] exalcalde de Barcelona y actual concejal por el PDeCAT.
- Juan Villalonga,[22][23] exdirector ejecutivo de Telefónica. Aparece en los papeles como cliente de alto riesgo.

#### Irlanda
Bono, músico irlandés del grupo U2.

#### Lituania
Antanas Guoga,
diputado del Parlamento Europeo.

#### Montenegro
Ana Kolarevic, hermana del ex primer ministro y presidente de Montenegro Milo Đukanović, que estuvo en el poder desde 1991 hasta el año 2016.

#### Reino Unido
Los documentos revelan que la reina Isabel II llevó a cabo inversiones en dos territorios británicos de ultramar: las Islas Caimán y Bermudas a través del Ducado de Lancaster. Entre las inversiones se incluyen el off-licence Thresers y el alquiler minorista BrightHouse. La organización antimonarquía Republic pidió mayor transparencia acerca de las finanzas reales, diciendo: «Las finanzas e inversiones personales de la reina suponen que tiene un interés directo en las decisiones del gobierno acerca de los impuestos. Aún no tenemos ninguna manera de saber si la familia real ha influido indebidamente para proteger estas inversiones». Carlos de Gales invirtió en «la protección de bosques tropicales» a través el Ducado de Cornualles, usando una compañía registrada en las Bermudas y creada en su día por un viejo amigo de la Universidad de Cambridge, Hugh van Cutsem, ya fallecido. La polémica inversión (unos 89 000 euros en acciones vendidas al cabo de un año por 290 000 euros) se hizo en el 2007. Sustainable Forestry Management, que así se llamaba la compañía, prometía a sus inversores «atractivos retornos» invirtiendo en la compra de tierras en zonas tropicales y subtropicales para evitar la deforestación. La revelación de que Carlos de Gales tenía en esos momentos intereses en Sustainable Forestry Management ha puesto en entredicho su reconocida labor en la acción contra el cambio climático. Las actividades del Ducado de Cornualles, que posee 53 000 hectáreas en 23 países y tiene un valor estimado de 1.080 millones de euros, cobran también una nueva dimensión a la luz de lo revelado por los Paradise Papers (donde también aparece una inversión de 1,14 millones de euros unos fondos en las Islas Caimán).

#### Ucrania
Petró Poroshenko, presidente de Ucrania.

### América del Norte

#### Canadá
Tres ex primeros ministros canadienses están implicados en los Paradise Papers: Jean Chrétien, Paul Martin y Brian Mulroney.

#### Estados Unidos
- George Soros[31]

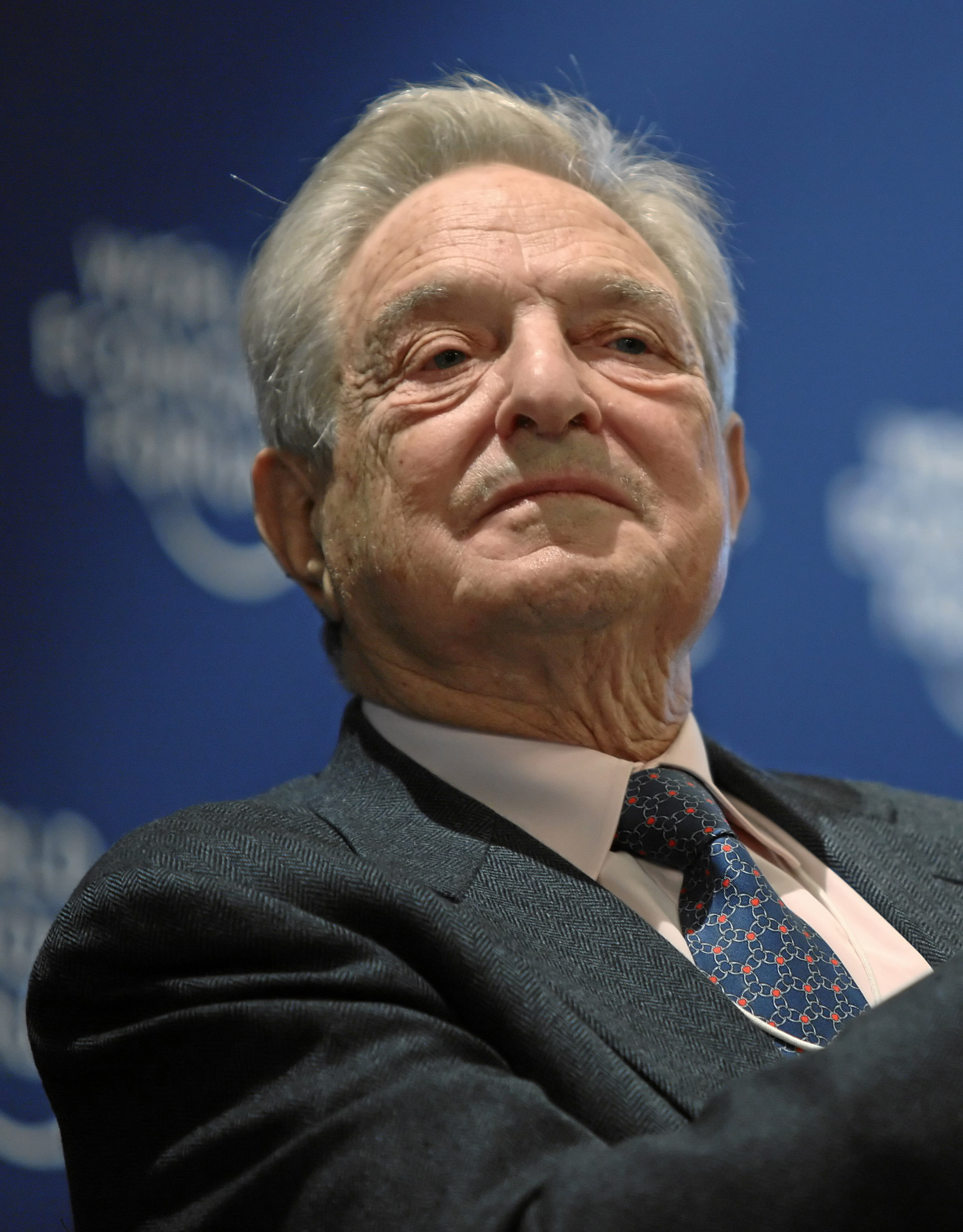
El multimillonario George Soros

- Según los documentos, el secretario de Comercio de Estados Unidos, Wilbur Ross, tiene participaciones en negocios que tienen que ver con los oligarcas rusos Leonid Míjelson y Gennady Timchenko, sujetos a las sanciones estadounidenses.[32][3]

Según la investigación, el yerno del presidente de Estados Unidos Donald Trump, Jared Kushner, habría recibido 850 mil dólares provenientes de una empresa rusa. Jared Kushner se encuentra bajo investigación del FBI por presuntos vínculos con Rusia en las elecciones presidenciales del 2016 para favorecer a Trump.
La cantante Madonna, el cofundador de Microsoft Paul Allen y el excomandante supremo de la OTAN en Europa, el general Wesley Clark, también son nombrados en los documentos.

#### México
Dentro de los documentos, se menciona que Joaquín Gamboa Pascoe, entonces líder de la Confederación de Trabajadores de México (CTM) con manejos de 15.5 millones de dólares en paraísos fiscales.
La misma firma Appleby se involucró en la alianza entre Carlos Slim, la compañía Bell y SBC Communications para la formación de Telecom Americas Limited en el año 2000, al cabo de dos años Slim compró las acciones de sus socios y de esta manera se volvió líder de América Latina en telecomunicaciones, para 2007 volvió la empresa mexicana.
Dentro de los políticos mexicanos se encuentran: Pedro Aspe Armella, Alejandro Gertz Manero y funcionarios de PEMEX.
Otros mexicanos relacionados son: Ricardo Salinas Pliego y Marcial Maciel.
Cabe recalcar la presencia de los nombres de varios sacerdotes activos (pertenecientes a los Legionarios de Cristo) y ex rectores de la red de universidades Anáhuac.

### Sudamérica

#### Argentina

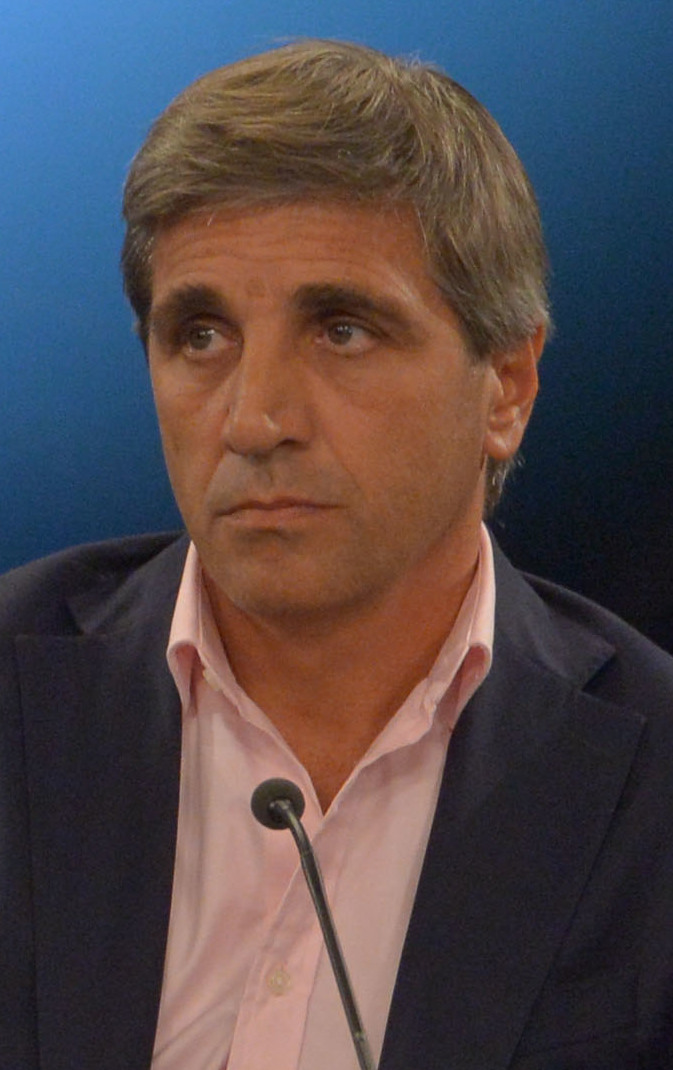
Luis Caputo, ministro de Finanzas de Mauricio Macri, manejó fondos por más de 100 millones de dólares.

- Luis Andrés Caputo, ministro de Finanzas de Argentina.[38] Llegó a manejar fondos por más de 100 millones de dólares.[37] Tras la revelación fue imputado por varios delitos, entre ellos omisión maliciosa, negociaciones incompatibles con el ejercicio de la función pública, tráfico de influencias, delito de uso de información privilegiada, incumplimiento de los deberes de funcionario público y lavado de activos.[39]
- Ignacio Rosner, empresario y financista argentino.[40] Su sociedad offshore compró bonos argentinos a 100 años, de la emisión del «Bono internacional 2117» firmada por el mismo en papel de ministro de Finanzas. La offshore del ministro compró bonos por valor de 5 millones de dólares.[41]
- Juan José Aranguren, ministro de Energía de la Nación.[42]

- Marcelo Mindlin, El dueño de Pampa Energía, Edenor, Iecsa y Petrobras, figura entre los archivos al frente de una offshore en las Islas Caimán que fue utilizada para adquirir activos en Argentina por 302 millones de dólares. Mindlin fue el empresario energético que más creció en el país en 2017, compró la constructora Iecsa, de Ángelo Calcaterra, primo de Mauricio Macri, con quien mantiene una buena relación. Esa empresa es la encargada del soterramiento del tren Sarmiento y está sospechada por coimas.[43]
- Edgardo Cenzón, funcionario de Cambiemos y recaudador de la campaña presidencial de Mauricio Macri en 2015, apareció como poseedor de acciones por un monto superior a los 750.000 dólares en un fondo en las islas Bermudas, entre 2007 y 2009, cuando se desempeñó en el gobierno porteño de Mauricio Macri.[44]

- Juan José Aranguren, Ministro Energía de Mauricio Macri entre diciembre de 2015 y junio de 2018, director en dos sociedades offshore registradas en Barbados. Las offshore Shell Western Supply and Trading y Shell Antilles and Guianas Limited, vinculadas a la trayectoria del exfuncionario en la petrolera angloholandesa Shell.[45]

#### Brasil
- Blairo Maggi, Ministro de Agricultura de Michel Temer.[46]

#### Colombia
- Juan Manuel Santos, expresidente de Colombia.[47]
- Gabriel Silva, exministro de Defensa de Álvaro Uribe.[48]

- Shakira, cantante y compositora. Aunque vive desde hace años en Barcelona, tiene oficialmente su residencia en Bahamas y tributa en Malta sus derechos musicales.[49]

#### Ecuador
- Luis Antonio Valencia Mosquera, futbolista profesional y miembro de la selección de fútbol ecuatoriana es vinculado con la offshore AV 25 Promotions Limited, de Islas Vírgenes Británicas, la información muestra que la compañía fue registrada en el 2014 con el fin de manejar sus derechos de imagen.[50]
- Guillermo Alberto Lasso Mendoza, Banquero y político ecuatoriano, en la filtración de Appleby y Asiaciti Trust, lo relacionan con Andean Investment Ltd. y Brother's Investment Ltd., de las Islas Caimán; también hay una referencia a South Pacific Investors.[51]

### Asia

#### India
El ministro de Estado para la Aviación Civil Jayant Sinha, Rajya Sabha MP Ravindra Kishore Sinha y el actor de Bollywood Amitabh Bachchan aparecen en los papeles. Entre las empresas que figuran en los papeles son Apolo Tyres, Emaar MGF, GMR Group, Havells, Hindujas, Jindal Steel y Videocon.

#### Indonesia
Dos hijos del fallecido expresidente Suharto, Tommy y Mamiek además del líder del partido de oposición Prabowo Subianto (yerno de Suharto).

#### Japón
El ex primer ministro japonés, Yukio Hatoyama.
El mangaka Akira Toriyama.[cita requerida]

#### Pakistán
De Pakistán, el ex primer ministro Shaukat Aziz aparece en los papeles, habiendo establecido un fideicomiso llamado Antarctic Trust en el estado de Delaware. y un magnate de los negocios, ahora ubicado en Dubái, Salman Ghani aparece por albergar su riqueza en paraísos fiscales offshore secretos.

### Oriente Medio

#### Jordania
La reina Noor de Jordania aparece en los documentos como beneficiaria de dos fideicomisos registrados en Jersey. Uno de los fideicomisos, el Valentine 1997 Trust, está valorado en más de $40 millones en 2015, y sus ingresos serán pagados a la reina a lo largo de su vida. El fideicomiso también es dueño de propiedades en el sur de Inglaterra adyacentes a Buckhurst Park, Sussex. El otro fideicomiso, el Brown Discretionary Settlement, es propietario de un holding de inversión constituido en Jersey con activos por un valor de unos $18.7 millones en 2015.

#### Siria
Rami Makhlouf, supuestamente el hombre más rico de Siria.

#### Turquía
Los hijos del primer ministro de Turquía Binali Yildirim.  La periodista turca Pelin Ünker fue multada y condenada a más de un año de cárcel por publicar que el antiguo primer ministro y sus hijos tenían sociedades fuera del país.